# Cuadernos Huilenses
Los Cuadernos Huilenses fueron el primer medio de difusión de Los Papelípolas, un grupo contracultural surgido en el año 1958 y cuyos autores eran originarios del departamento del Huila, en la República de Colombia. Fueron una colección de tres libros dedicados a la poesía y al teatro, aunque su intención original era abarcar el cuento y el ensayo.
El título Cuadernos Huilenses fue propuesto en la carta-manifiesto de Gustavo Andrade Rivera, que abre el primer fascículo en 1958. “Cuadernos” alude a su formato de pequeñas publicaciones seriadas, mientras que “Huilenses” destaca su vocación regional: dar voz a creadores originarios del departamento del Huila.

## Historia y cronología
Fueron tres los Cuadernos Huilenses publicados por Los Papelípolas:
- Noción de pesadumbre, por Julián Polanía Pérez, N.º 1, Imprenta Departamental, Neiva, 1958.
- Dimensiones, por Ángel Sierra Basto, N.º 2, Imprenta Departamental, Neiva, 1963.
- Teatro - Obras premiadas, por Gustavo Andrade Rivera, N.º 3, Imprenta Departamental, s.f., Neiva, 1973.

Según el propio Gustavo Andrade, en su carta a Ramiro Bahamón titulada Manifiesto de los Papelípolas (publicada en el primer cuaderno en 1958), estos libros fueron producto exclusivo de su gestión ante Intercol (International Petroleum Co.):
Finalmente, pongo en tus manos estos cuadernos huilenses que van a ser el vehículo de la inquietud Papelípola. Sus primeros números estarán dedicados al verso, pero su nombre no excluye la publicación de ensayo, cuento, teatro y toda otra producción que se acomode a su breve paginaje. Recogerán de inmediato —quizás en este orden— la producción de Julián Polanía Pérez, Ángel Sierra Basto, Rubén Morales Buendía, Luis Ernesto Luna, Gustavo Andrade Rivera y Darío Silva Silva. Ya verás cómo mis cuadernos irán encontrando huilenses inéditos que valen la pena.
Digo mis cuadernos, porque yo los dirijo y son cosa mía: inquietud mía, perplejidad mía, vigilia mía, insurgencia mía y grito mío por ese estado de cosas lamentables que dejó escritas.

— Gustavo Andrade Rivera
En el segundo cuaderno (Dimensiones, de Ángel Sierra Basto), aparece la empresa petrolera como colaboradora del gobernador Rómulo González Trujillo en la publicación. Del tercer y último número existen dos versiones, siendo la más conocida la publicada por el Ministerio de Educación Nacional y el Instituto Colombiano de Cultura.

## La intención original
La intención original era publicar seis cuadernos, uno por cada poeta papelípola. Esta intención fue reflejada en los dos primeros cuadernos publicados:
- Noción de pesadumbre, por Julián Polanía Pérez, N.º 1, Imprenta Departamental, Neiva, 1958.
- Dimensiones, por Ángel Sierra Basto, N.º 2, Imprenta Departamental, Neiva, octubre de 1963.
- Teatro - Obras premiadas, por Gustavo Andrade Rivera, N.º 3, Imprenta Departamental, s.f., Neiva, 1973.
- Memoria del silencio, por Luis Ernesto Luna Suárez (no se publicó).
- Poemas, por Rubén Morales Buendía (no se publicó).
- Poemas, por Darío Silva Silva (no se publicó).

En la primera página se anunciaba: "Cuadernos Huilenses: Poesía – Ensayo – Cuento – Teatro".

## Publicaciones posteriores
Luis Ernesto Luna Suárez, casi dos décadas después de la disolución de Los Papelípolas (1988), publicó su obra Memoria del Silencio, obra que se planeaba lanzar desde 1958, pero que vio la luz años después, bajo el marco de Cuadernos de Extensión Cultural del Instituto Huilense de Cultura, con la Empresa de Publicaciones del Huila. Gustavo Andrade, Darío Silva Silva y Ángel Sierra Basto también publicarían otras obras después de la disolución. Rubén Morales Buendía por su parte, solo publicó en revistas, como la Revista Ecos del bachillerato nocturno José María Rojas Garrido.

## Datos destacados
- La primera vitrina literaria regional: Los Cuadernos Huilenses se concibieron como el primer canal de difusión impreso para un grupo de creadores huilenses, dotando al departamento de una voz poética y teatral; inédita hasta entonces.
- Tres números en quince años: aunque planeados originalmente para aparecer anualmente, solo se publicaron tres entregas: Noción de pesadumbre (1958), Dimensiones (1963) y Teatro – Obras premiadas (1973), con lapsos de cinco y diez años entre cada número.
- Seis en proyecto, tres en papel: El proyecto inicial contemplaba una colección de seis cuadernos —cada uno dedicado a un autor distinto—, pero solo llegaron a imprimirse los tres primeros; los manuscritos restantes quedaron de lado.
- El mecenazgo mixto: la totalidad de los Cuadernos Huilenses fue posible gracias al apoyo financiero de la International Petroleum Co. (Intercol) gestionado por los propios editores, y, en el caso del segundo volumen, también al auspicio de la Gobernación del Huila.
- Dos vidas para el número tres: El tercer cuaderno se distribuyó en dos ediciones paralelas: una por la Imprenta Departamental de Huila y otra oficial, producida por el Ministerio de Educación y Colcultura, lo que amplió su alcance nacional.
- Los géneros cruzados: Aunque de brevísimo formato (apenas unas pocas páginas cada uno), los Cuadernos Huilenses incluyeron poesía, teatro, ensayo y hasta microcuento, reflejando la heterogeneidad de estilos de sus autores.
- El resurgir en 1988: Veinte años después del último número, el manuscrito Memoria del Silencio por  Luis Ernesto Luna se lanzó como "Cuaderno de Extensión Cultural del Instituto Huilense de Cultura", reavivando el interés por toda la serie.